# Федулов, Александр Сергеевич
Александр Сергеевич Федулов (род. 17 февраля 1959, Смоленск) — российский учёный, доктор технических наук, профессор, директор Смоленского филиала Национального исследовательского университета «МЭИ» (НИУ «МЭИ»).

## Биография
Александр Сергеевич Федулов родился 17 февраля 1959 года в городе Смоленске в семье педагогов. В 1982 году с отличием окончил Смоленский филиал Московского энергетического института (МЭИ). После окончания института остался работать в альма-матер, пройдя путь от старшего инженера до директора филиала. В 1991 году защитил кандидатскую диссертацию, в 2007 году — докторскую. В 2009 году ему присвоено учёное звание профессора.

## Научная деятельность
Александр Сергеевич является создателем научной школы в области математического и программного обеспечения методов моделирования и анализа сложных систем на основе нечетких когнитивных карт. Он автор более 167 научных и учебно-методических публикаций.

## Административная деятельность
С 1 февраля 2012 года Александр Сергеевич занимает должность директора Смоленского филиала НИУ «МЭИ» . Под его руководством в филиале были созданы студенческий инженерный центр, научно-исследовательские лаборатории информатизации, проблем энергосбережения и гетерогенных вычислений, которые успешно функционируют в настоящее время.

## Награды и признание
- Медаль ордена «За заслуги перед Отечеством» II степени (сентябрь 2021)
- Благодарность Президента Российской Федерации (2018)
- Почётная грамота Российского союза промышленников и предпринимателей
- Медаль Союза машиностроителей России
- Медаль Смоленской торгово-промышленной палаты

## Общественная деятельность
Александр Сергеевич является членом Совета Смоленской торгово-промышленной палаты, председателем Общественного совета при Департаменте Смоленской области по информационным технологиям, членом Гильдии экспертов в сфере профессионального образования, членом трёх диссертационных советов МЭИ, а также членом организационных комитетов более 20 научных конференций. В 2017 году он был избран президентом Смоленского регионального объединения работодателей «Научно-промышленный союз».